# Tinguinha Lima
Carlos Gonçalves de Lima (Jacarezinho, 19 de fevereiro de 1964) é um surfista brasileiro. 
Herdou do pai o apelido de Tinguinha. Iniciou no esporte aos 11 anos, na cidade de Guarujá. 
Foi vice-campeão brasileiro em 1979, com apenas 14 anos de idade. Tornou-se campeão brasileiro em 1990 e em 1993, chegando ainda a ser 44º colocado no ranking do WCT, o circuito de elite do surfe mundial.